# Ptilodegeeria umbripennis
Ptilodegeeria umbripennis là một loài ruồi trong họ Tachinidae.